# Potencjał

Pole wektorowe mające cyrkulację nie jest polem potencjalnym. Takie pole nie może być zapisane w postaci gradientu jakiejś funkcji skalarnej. Przykładem jest pole magnetyczne. Matematycznie oznacza to, że rotacja pola nie jest zerowa

Potencjał (łac. potentia ‘zdolność, możność’) – pole skalarne określające pewne pole wektorowe.
W wypadku pola sił, które jest polem wektorowym, potencjał nazywa się energią potencjalną. Dla wielu sił rozpatrywanych w fizyce da się wprowadzić pojęcie energii potencjalnej, np. dla pola sił grawitacyjnych, elektrostatycznych czy sił sprężystych. Potencjału nie ma jednak np. pole magnetyczne. Istotnym warunkiem możliwości znalezienia potencjału jest brak wirowości pola wektorowego (rysunek obok). Matematycznie oznacza to, że rotacja (wirowość) pola zeruje się w każdym punkcie (dokładniej omówiono to niżej).
Istnienie potencjału pozwala uprościć wiele obliczeń, np. ilość pracy koniecznej do przemieszczenia ciała z jednego punktu pola sił potencjalnych do drugiego punktu pola jest równa różnicy potencjałów (energii potencjalnych) obliczonych w tych punktach.

## Definicja potencjału
Jeżeli dla danego pola wektorowego {\displaystyle {\vec {A}}({\vec {r}})} istnieje pole skalarne {\displaystyle \varphi ({\vec {r}}),} takie że w każdym punkcie {\displaystyle {\vec {r}}} jego gradient jest równy wektorowi danego pola ze zmienionym zwrotem:
{\displaystyle {\vec {A}}({\vec {r}})=-\nabla \varphi ({\vec {r}}),}
to pole {\displaystyle {\vec {A}}({\vec {r}})} nazywamy polem potencjalnym, a {\displaystyle \varphi ({\vec {r}})} jego potencjałem.
Definicja potencjału skalarnego nie określa go jednoznacznie, bo dodanie do {\displaystyle \varphi ({\vec {r}})} jakiejkolwiek wielkości stałej C nie wpływa na wektor {\displaystyle {\vec {A}}({\vec {r}}).} Gdy trzeba pozbyć się tej dowolności, wprowadza się dodatkowy warunek określający wartość stałej {\displaystyle C} .
Dla różnych pól sił fizycznych otrzymuje się różne postacie funkcji określającej potencjał.

## Warunek istnienia potencjału
Pole wektorowe posiada potencjał, jeżeli jego rotacja zeruje się w każdym punkcie {\displaystyle {\vec {r}}} pola:
{\displaystyle \nabla \times {\vec {A}}({\vec {r}})={\vec {0}}.}

## Energia potencjalna
Jeżeli pole wektorowe jest polem sił i to niezmiennym w czasie oraz takim, że istnieje potencjał {\displaystyle \varphi ({\vec {r}})}
{\displaystyle {\vec {F}}({\vec {r}})=-\nabla \varphi ({\vec {r}}),}
to wielkość {\displaystyle \varphi ({\vec {r}})} nazywana jest energią potencjalną ciała w położeniu {\displaystyle {\vec {r}}.}
Potencjalne pola sił niezależnych od czasu są polami zachowawczymi, co oznacza, że energia mechaniczna (tj. suma energii kinetycznej i potencjalnej) ciała przemieszczającego się w polu potencjalnym nie ulega zmianie, mimo że energia potencjalna i kinetyczna ciała mogą przemieniać się jedna w drugą w trakcie ruchu. Przykładem jest ruch planety czy komety po orbicie eliptycznej wokół Słońca: gdy kometa zbliża się do Słońca, to jej energia potencjalna maleje, ale rośnie energia kinetyczna – kometa przyspiesza; podczas oddalania się od Słońca zachodzi proces odwrotny.
Pola grawitacyjne, elektrostatyczne, pole sił sprężystych mają zerujące się rotacje. Jednak np. pole magnetyczne jest polem wirowym – dla tego pola nie da się wprowadzić potencjału.

## Obliczanie potencjału
Jeżeli dane pole wektorowe {\displaystyle {\vec {A}}({\vec {r}})} ma zerującą się rotację, to istnieje potencjał dla tego pola. Potencjał w dowolnym punktcie {\displaystyle {\vec {r}}} oblicza się jako całkę krzywoliniową po dowolnej krzywej {\displaystyle L({\vec {r}},{\vec {r}}_{0})} łączącej punkt {\displaystyle {\vec {r}}} z ustalonym dowolnie punktom odniesienia {\displaystyle {\vec {r}}_{0}{:}}
{\displaystyle \varphi ({\vec {r}})=\int \limits _{L({\vec {r}},{\vec {r}}_{0})}{\vec {A}}({\vec {r}})d{\vec {r}}.}
Wynika stąd, że w punkcie odniesienia {\displaystyle {\vec {r}}_{0}} potencjał zeruje się (wybór tego punktu jest dowolny, gdyż bez względu na ten wybór otrzymuje się to samo pole sił {\displaystyle {\vec {F}}({\vec {r}})}).

### Potencjał pola centralnego

Słońce wytwarza pole sił grawitacyjnych, które jest polem centralnym: wektory sił są skierowane ku Słońcu.

Każde pole centralne jest polem potencjalnym. Przykładami są pole grawitacyjne, elektrostatyczne lub sił sprężystych: siła {\displaystyle {\vec {F}}({\vec {r}})} działająca na ciało umieszczone w punkcie {\displaystyle {\vec {r}}} pola jest skierowana w stronę jednego punktu, zwanego centrum pola (porównaj rysunek obok).
Potencjał {\displaystyle \varphi (r)} pola centralnego zależy jedynie od odległości {\displaystyle r} od centrum pola. Jeżeli środek układu współrzędnych znajduje się w centrum pola sił {\displaystyle {\vec {F}}({\vec {r}}),} to siłę odlicza się jako pochodną potencjału, tj.
{\displaystyle {\vec {F}}({\vec {r}})=-{\frac {d\varphi (r)}{dr}}{\frac {\vec {r}}{r}}.}

## Przykłady potencjałów pól fizycznych
Polami potencjalnymi rozważanymi w fizyce są np. pole grawitacyjne czy pole elektryczne. Zazwyczaj za punkt odniesienia do obliczania potencjału (tj. punkt, w którym potencjał wynosi zero) przyjmuje się nieskończoność. W elektrotechnice i elektronice punktem odniesienia jest Ziemia, przewód ochronny, czy wydzielony fragment obwodu nazywany masą.

### Potencjał pola elektrycznego
- Inna spotykana definicja potencjału pola elektrycznego to stosunek energii potencjalnej {\displaystyle E_{p}} ładunku próbnego {\displaystyle q} umieszczonego w tym punkcie, do wartości tegoż ładunku {\displaystyle q}[2] [3] :

{\displaystyle \varphi _{E}={\frac {E_{p}}{q}}.}
- Niekiedy potencjał pola elektrycznego w punkcie „P” definiuje się również jako stosunek pracy {\displaystyle W} wykonanej przez siłę elektryczną przy przenoszeniu ładunku {\displaystyle q} z tego punktu do nieskończoności, do wartości tego ładunku (definicja ta z góry zakłada zero potencjału elektrycznego w nieskończoności):

{\displaystyle \varphi _{P}={\frac {W_{P\to \infty }}{q}}.}
- Zgodnie z ogólną definicją potencjału potencjałem pola elektrycznego {\displaystyle {\vec {E}}({\vec {r}})} jest pole skalarne {\displaystyle \varphi _{E}({\vec {r}}),} takie że:

{\displaystyle {\vec {E}}({\vec {r}})=-\nabla \varphi _{E}({\vec {r}}).}
Jednostką potencjału pola elektrycznego jest wolt (V). Bardzo często używa się też pojęcia napięcia elektrycznego będącego różnicą potencjałów w dwóch punktach.

### Potencjał harmoniczny
Pole siły sprężystej (harmonicznej) określone jest wzorem
{\displaystyle {\vec {F}}({\vec {r}})=-k{\vec {r}}.}
Pole to jest polem centralnym, gdyż wektory sił są skierowane równolegle do wektorów {\displaystyle {\vec {r}},} zaczepionych w centrum siły. Potencjał (który ma sens energii potencjalnej) określa wzór
{\displaystyle \varphi _{S}(r)={\frac {kr^{2}}{2}}.}
Potencjał ten jest kulistosymetryczny.
Jeżeli siła sprężysta jest określona w jednym wymiarze, {\displaystyle F(x)=-kx,} to potencjał wyraża wzór
{\displaystyle \varphi _{S}(x)={\frac {kx^{2}}{2}}.}

### Potencjał pola prędkości
Potencjał pola prędkości ośrodka ciągłego jest przykładem potencjału niemającego bezpośredniego związku z energią. Wprowadza się go w mechanice ośrodków ciągłych by otrzymać opis ruchu niezależny od wyboru układu odniesienia.
W przepływie bezwirowym płynu nielepkiego pole prędkości ośrodka {\displaystyle {\vec {v}}({\vec {r}})} można opisać przez jej potencjał {\displaystyle \varphi ({\vec {r}}){:}}
{\displaystyle {\vec {v}}({\vec {r}})=-\nabla \varphi ({\vec {r}}).}
Przepływ dla którego można określić potencjał pola prędkości nazywa się przepływem potencjalnym.
Prędkość w powyższym wzorze oznacza prędkość ośrodka w ustalonym punkcie przestrzeni (podejście Eulera), a nie prędkość ustalonego punktu ośrodka poruszającego się w przestrzeni (częściej stosowane podejście Lagrange’a).

### Potencjał pola grawitacyjnego
- Zgodnie z ogólną definicją potencjału potencjałem natężenia pola grawitacyjnego {\displaystyle {\vec {g}}({\vec {r}})} jest pole skalarne {\displaystyle \varphi _{g}({\vec {r}}),} takie że:

{\displaystyle {\vec {g}}({\vec {r}})=-\nabla \varphi _{g}({\vec {r}}).}
- W sąsiedztwie punktu materialnego o masie {\displaystyle M} lub sferycznie symetrycznej masy {\displaystyle M}[1]

{\displaystyle {\vec {g}}({\vec {r}})=-{\frac {GM}{r^{2}}}{\frac {\vec {r}}{r}},}
gdzie {\displaystyle G} jest stałą grawitacyjną. Pole grawitacyjne jest wtedy centralne, a jego potencjał wynosi
{\displaystyle \varphi _{g}(r)=-{\frac {GM}{r}}.}